# Parwalbumina
Parwalbuminy – białka z nadrodziny białek wiążących wapń EF-hand CBPs. Mają trzy strukturalne motywy helisa-skręt-helisa i odznaczają się niewielką wagą molekularną. Parwalbuminy znajdują się przede wszystkim w mięśniach, przyczyniając się wraz z troponiną c do ich skurczy. Najwyższa zawartość parwalbumin jest w mięśniach szybko kurczliwych. Poza tym spełniają ważną rolę w funkcjach mózgu, i niektórych tkankach endokrynnych.
Do parwalbumin należy m.in. alergen cad c I, występujący w mięsie dorsza. Wywołuje on reakcje alergiczne u człowieka po spożyciu potraw z ryb, czyli alergię na ryby. Cad c I można używać jako wskaźnik w diagnozie reakcji alergicznych na mięso ryb.